# Pronga
Pronga és una parròquia del conceyu asturià de Pravia. Té una població de 61 habitants (INE Arxivat 2014-07-14 a Wayback Machine., 2011) i ocupa una extensió de 2,8 km². Es troba a una distància de 4,3 quilòmetres de la capital del concejo.

## Barris
- Beifar - 54 habitants
- Pronga - 24 habitants